# (100709) 1998 BP17
(100709) 1998 BP17 es un asteroide perteneciente al cinturón de asteroides descubierto el 22 de enero de 1998 por el equipo del SpacewatchFALSO desde el Observatorio Nacional de Kitt Peak, Arizona, Estados Unidos.

## Designación y nombre
Designado provisionalmente como 1998 BP17.

## Características orbitales
1998 BP17 está situado a una distancia media del Sol de 2,335 ua, pudiendo alejarse hasta 2,736 ua y acercarse hasta 1,934 ua. Su excentricidad es 0,171 y la inclinación orbital 3,986 grados. Emplea 1303,83 días en completar una órbita alrededor del Sol.

## Características físicas
La magnitud absoluta de 1998 BP17 es 16,9. 